# Mars Attacks!
Mars Attacks! er en komedie science fiction film af Tim Burton baseret på byttekortserien Mars Attacks. Den blev udgivet i 1996 af Warner Brothers

## Medvirkende
- Jack Nicholson – Amerikansk præsident, James Dale/Art Land
- Glenn Close – præsidentfrue Marsha Dale
- Annette Bening – Barbara Land
- Pierce Brosnan – Professor Donald Kessler
- Danny DeVito – uhøflig spiller (navn oplyses ikke)
- Martin Short – Pressesekretær Jerry Ross
- Sarah Jessica Parker – Nathalie Lake
- Michael J. Fox – Jason Stone
- Rod Steiger – General Decker
- Paul Winfield – General Casey
- Tom Jones – sig selv
- Jim Brown – Byron Williams
- Lukas Haas – Richie Norris
- Natalie Portman – Taffy Dale
- Pam Grier – Louise Williams
- Lisa Marie – Martian Girl
- Brian Haley – Secret Service Agent Mitch
- Sylvia Sidney – Bedstemor Florence Norris
- Jack Black – Billy Glen Norris
- Ray J – Cedric Williams
- Brandon Hammond – Neville Williams
- Janice Rivera – Cindy
- O-Lan Jones – Sue Ann Norris
- Christina Applegate – Sharona
- Joe Don Baker – Mr. Norris
- Jerzy Skolimowski – Dr. Zeigler
- Barbet Schroeder – Frankrigs præsident

## Modtagelse
Filmen modtog blandede anmeldelser fra kritikerne (den var mere populær i Europa end i Nordamerika)[kilde mangler] og selv om der var en verdensomspændende omsætning på $101.371.017, anses den kun for at være en moderat succes, da den kostede 70 millioner dollars at indspille.[kilde mangler]